# Martín Serrano
Martín Horacio Serrano (Ingeniero Pablo Nogués, Provincia de Buenos Aires, 25 de junio de 1988) es un piloto argentino de automovilismo. Iniciado en los karts, ascendió en el año 2004 a la Fórmula Renault Argentina, categoría en la cual participó hasta el año 2009, compitiendo inicialmente para la escudería Rullo Sport, luego para Ramini Competición y más tarde, para el GF Racing. Justamente, bajo la tutela de esta escudería consiguió dar sus primeros pasos en los automóviles de turismo, al competir en el Top Race Junior con un Chevrolet Vectra II, siendo uno de los más destacados alumnos de Gabriel Furlán.
En el año 2010, ascendió al TRV6 donde acompañó a su mentor en la disputa de la Copa América 2010. Una vez finalizado este torneo, decidió emprender rumbo propio al ser contratado por la escudería Sportteam para encarar el Torneo Clausura 2010 de Top Race. Al mismo tiempo, esta escudería le puso una pista un Chevrolet Chevy para su debut en el TC Pista. Los resultados fueron buenos, finalizando el torneo en el cuarto lugar y clasificando para disputar los play-off finales.
En el año 2011, además de su participación en el TC Pista, debutó en el TC 2000, donde compitió al comando de un Renault Fluence del propio Sportteam.
Finalmente, su debut en el Turismo Carretera tuvo lugar en 2013, al ser convocado por el equipo Castellano Power Team para competir al comando de un Dodge Cherokee. Su participación en esta categoría se desarrolló con muchas intermitencias, debiendo retirarse tras haber corrido 6 competencias y retornando en 2014, donde arrancó inicialmente en el equipo IDI Motorsport, para luego retornar a la escudería Dole Racing, para la cual había corrido en TC Pista en 2012.

## Biografía
Nacido en la localidad bonaerense de Ingeniero Pablo Nogués, Serrano inició sus actividades automovilísticas a los 9 años, cuando decidió ingresar al mundo del karting. Con el correr del tiempo, logró afianzarse en la actividad, pasando en 2004 a tener su primera experiencia en un coche de carreras. Ese año, decidió ascender de categoría al participar en la Fórmula Renault Argentina, teniendo su primera experiencia bajo la escudería Rullo Sport, para luego pasarse al año siguiente a la escudería Ramini Competición. En la mitad de la temporada 2006, decidió abandonar la escudería Ramini disconforme con sus resultados, yendo a correr al GF Motorsports, donde su propietario Gabriel Furlán se llevó una buena impresión de su nuevo pupilo.
La confianza entregada fue tal que en 2008 decidió llevarlo al Top Race Junior (hoy Top Race Series), donde lo puso a correr con un Chevrolet Vectra II, ganando en su carrera debut. Luego de ese año, Serrano fue ascendido al Top Race V6, haciendo su estreno en la temporada 2009 y corriendo hasta el primer semestre del año 2010, siempre compartiendo el equipo con su mentor. Ese semestre, los resultados escasearon para él, pidiendo finalmente el pase a otra escudería para la Temporada 2010-2011.
Fue así que Serrano pasó a engrosar las filas del equipo campeón Sport Team, compartiendo filas con pilotos como Guido Falaschi (campeón Copa América 2010), Agustín Canapino (Campeón Turismo Carretera 2010) y Julián Falivene (subcampeón de TR Junior). En esta escudería, Serrano por primera vez compitió en dos categorías a la par, siendo llevado al TC Pista, donde compitió con un Chevrolet Chevy. Este año 2010, Serrano no solo consiguió clasificar a los playoffs de TC Pista para definir un campeón, sino que logró finalizar el Torneo en un meritorio cuarto lugar.
En el año 2011 continuaría su carrera deportiva dentro del TC Pista, siempre bajo el ala de Sportteam, además de continuar con dos categorías en su agenda. Sin embargo, en esta temporada el equipo lo reubica dejando de lado al Top Race, para pasar a debutar en el TC 2000, categoría donde Sportteam desembarcaría con el apoyo semioficial de la marca Renault. En ese sentido, Serrano debuta al comando de un Renault Fluence compartiendo equipo con Guido Falaschi. El año se cierra de manera muy dura en lo anímico y emocional, tras el fallecimiento de Falaschi el 13 de noviembre de 2011 en Balcarce, durante una carrera de TC. A todo esto, Serrano cierra otro buen año en el TC Pista culminando en la 7.ª ubicación del campeonato.
En 2012 nuevamente se aboca a una sola categoría. Su participación en esta temporada del TC Pista, presenta como novedad más importante, su incorporación al equipo Dole Racing, escudería que se proclamara campeona del Turismo Carretera en el año anterior, de la mano de Guillermo Ortelli. Durante este año, Serrano desarrolla un excelente torneo, clasificando por segunda vez al Play Off. Sin embargo, una serie de fallos polémicos por parte de autoridades de la ACTC, perjudicaron su desempeño durante el Play Off, provocando una nueva frustración, al finalizar en la tercera colocación del torneo.
Finalmente, en el año 2013 llegaría su gran debut en el Turismo Carretera. Para su debut y por imposición de la ACTC, es obligado a cambiar de marca, siéndole exigido que debute con una unidad de la marca Dodge. La solución llegaría de la mano del equipo de Oscar Roberto Castellano (Castellano Power Team), quien pone a su disposición una unidad Dodge Cherokee, con la que consigue desarrollar 6 competencias, retirándose por problemas económicos. Aun así, intentaría continuar compitiendo en el Top Race V6, donde el equipo Sportteam le ofrece una de sus unidades, alcanzando a desarrollar apenas 3 competencias y volviendo a retirarse, hasta el año venidero.
En el 2014 terminó en el puesto 37° del campeonato general del TC.

## Trayectoria
| Año       | Categoría                                  | Marca               |
| --------- | ------------------------------------------ | ------------------- |
| 1997-2003 | Piloto de karts                            | Karting             |
| 2004      | Debut en Fórmula Renault Argentina         | Crespi-Renault      |
| 2005      | Fórmula Renault Argentina                  | Crespi-Renault      |
| 2006      | Fórmula Renault Argentina                  | Tito 02-Renault     |
| 2007      | Fórmula Renault Argentina                  | Tito 02-Renault     |
| 2008      | Fórmula Renault Argentina                  | Tito 02-Renault     |
| 2008      | Debut en Top Race Junior                   | Chevrolet Vectra II |
| 2009      | Fórmula Renault Argentina                  | Tito 02-Renault     |
| 2009      | Debut en Top Race V6                       | Mercedes-Benz C-203 |
| 2010      | Copa América 2010 de Top Race V6           | Mercedes-Benz C-203 |
| 2010      | Torneo Clausura 2010 de Top Race V6        | Mercedes-Benz C-203 |
| 2010      | Debut en TC Pista                          | Chevrolet Chevy     |
| 2011      | TC Pista                                   | Chevrolet Chevy     |
| 2011      | Debut en TC 2000                           | Renault Fluence     |
| 2012      | TC Pista                                   | Chevrolet Chevy     |
| 2013      | Debut en Turismo Carretera, 6 competencias | Dodge Cherokee      |
| 2013      | Top Race V6, 3 competencias                | Mercedes-Benz C-204 |
| 2014      | Turismo Carretera                          | Dodge Cherokee      |
| 2015      | Turismo Carretera                          | Dodge Cherokee      |
| 2016      | Turismo Carretera                          | Dodge Cherokee      |
| 2017      | Turismo Carretera                          | Chevrolet Chevy     |

- [6]

### Trayectoria en el Top Race
| Temporada            | Categoría       | Automóvil           | Equipo    | Posición           |
| -------------------- | --------------- | ------------------- | --------- | ------------------ |
| 2008                 | Top Race Junior | Chevrolet Vectra II | GF Racing | 13º (32.00 puntos) |
| 2009                 | Top Race V6     | Mercedes-Benz C-203 | GF Racing | 14º (18.00 puntos) |
| Copa América 2010    | Top Race V6     | Mercedes-Benz C-203 | GF Racing | 23º (33.00 puntos) |
| Torneo Clausura 2010 | Top Race V6     | Mercedes-Benz C-203 | Sportteam | 8º (0.00 puntos)   |
| 2013                 | Top Race V6     | Mercedes-Benz C-204 | Sportteam | 29º (0.00 puntos)  |

## Resultados

### Turismo Competición 2000
| Año  | Equipo                | Auto            | 1   | 2   | 3   | 4   | 5   | 6   | 7  | 8   | 9   | 10  | 11  | 12  | 13  | Res. | Puntos |
| ---- | --------------------- | --------------- | --- | --- | --- | --- | --- | --- | -- | --- | --- | --- | --- | --- | --- | ---- | ------ |
| 2011 |                       |                 | GR  | SFE | SFE | SMM | SJU | RES | AG | TRH | LPL | TRE | JUN | PDF | PAR | 22°  | 16,5   |
| 2011 | Sportteam Competición | Renault Fluence | Ret | 15  | 14  | 25† | 18  | Ret | 13 | Ret | Ex. | 16  | Ret | 23  | 13  | 22°  | 16,5   |